# Оджак (город)
Оджак (босн. и хорв. Odžak, серб. Оџак) — город в северной части Боснии и Герцеговины, расположенный на реке Сава в 10 км от границы с Хорватией, относится к Посавскому кантону Федерации Боснии и Герцеговины. Административный центр одноимённой общины. Через город проходит региональная дорога R201.
Население общины в 2013 году составляло 21.289 человек, в том числе в городе Оджак — 9.162 жителя.

## История
Оджак возник на месте большого римского города под названием Ад Басанте (Босния), расположенного на берегу реки. Римляне в 6—9 веках н. э. вели здесь тяжелую войну с иллирийскими племенами. Во время нашествия гуннов город сгорел дотла.
После закрепления славян в этом регионе и победы над аварами было основано поселение под названием Radunjevac. Недалеко от него был основан город Добор. Окрестности Оджака долго были ареной частых сражений венгров и местной боснийской знати.
С 19 апреля по 25 мая 1945 года в районе Оджака проходили бои между отрядами усташей Независимого государства Хорватия и партизанами Народно-освободительной армии Югославии, которые считаются последними сражениями Второй мировой войны в Европе.

## Персоналии
- Балорда, Янко — югославский партизан времён Народно-освободительной войны, Народный герой Югославии.
- Юрич, Марио (футболист).
- Халилович, Сулейман — югославский боснийский футболист и футбольный тренер.
- Чатич, Муса — поэт, журналист и переводчик.

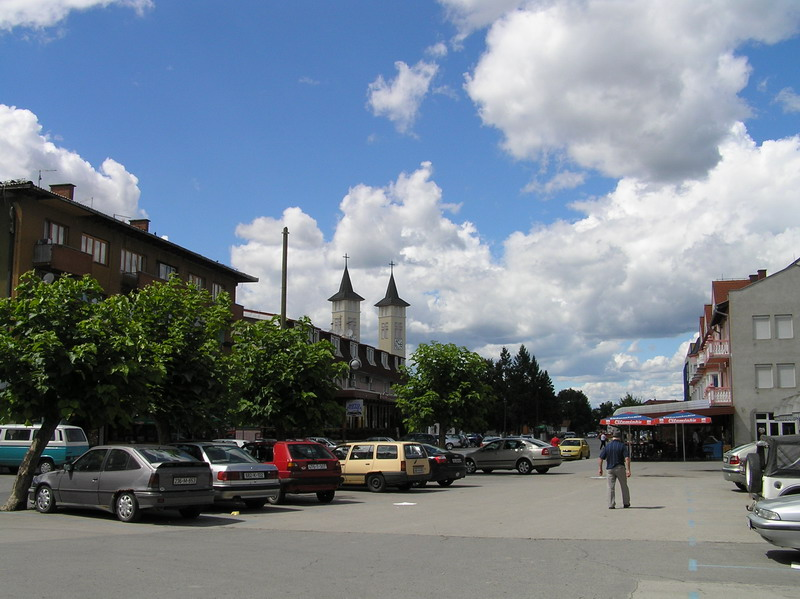
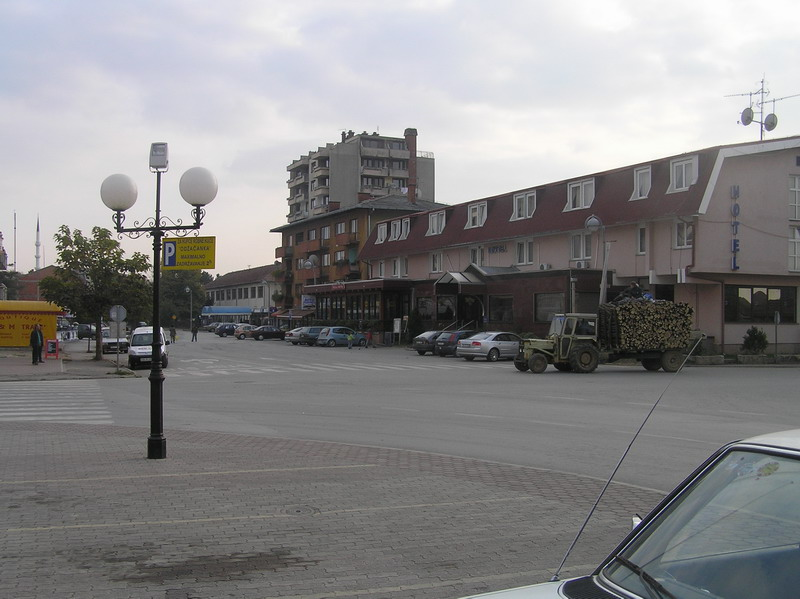